# Hydropsyche celebensis
Hydropsyche celebensis är en nattsländeart som beskrevs av Georg Ulmer 1951. Hydropsyche celebensis ingår i släktet Hydropsyche och familjen ryssjenattsländor. Inga underarter finns listade i Catalogue of Life.